# Fahad Al Ansari
Fahad Al Ansari (en árabe: فهد إبراهيم الأنصاري‎, Kuwait, Kuwait, 25 de febrero de 1987) es un exfutbolista kuwaití que jugaba en la posición de centrocampista.

## Carrera

### Club
| Periodo   | Club                     | Apariciones | Goles |
| --------- | ------------------------ | ----------- | ----- |
| 2006-2022 | Qadsia SC                | 149         | 24    |
| 2016-2018 | → Ittihad FC (cedido)    | 52          | 9     |
| 2018–2019 | → Al-Faisaly FC (cedido) | 27          | 3     |
| 2021      | → Al-Wakrah SC (cedido)  | 3           | 0     |

### Selección nacional
Jugó para Kuwait en 104 ocasiones de 2009 a 2022 y anotó tres goles; participó en dos ediciones de la Copa Asiática.

## Logros
- Liga Premier de Kuwait (5): 2009-10, 2010-11, 2011-12, 2013-14, 2015-16
- Copa del Emir de Kuwait (4): 2009-10, 2011-12, 2012-13, 2014-15
- Kuwait Crown Prince Cup (2): 2013, 2014
- Kuwait Super Cup (3) : 2011, 2013, 2014
- AFC Cup (1): 2014
- Crown Prince Cup (1): 2016–17
- King Cup (1): 2018

## Estadísticas

### Goles con selección nacional
| #  | Fecha      | Sede                                                      | Rival        | Marcador | Resultado | Torneo                                               |
| -- | ---------- | --------------------------------------------------------- | ------------ | -------- | --------- | ---------------------------------------------------- |
| 1. | 23-7-2011  | Mohammed Al-Hamad Stadium, Hawally, Kuwait                | Filipinas    | 3–0      | 3–0       | Clasificación para la Copa Mundial de Fútbol de 2014 |
| 2. | 25-5-2018  | Jaber Al-Ahmad International Stadium, Kuwait City, Kuwait | Egipto       | 1–0      | 1–1       | Amistoso                                             |
| 3. | 14-11-2019 | Al Kuwait Sports Club Stadium, Kuwait City, Kuwait        | China Taipéi | 2–0      | 9–0       | Clasificación para la Copa Mundial de Fútbol de 2022 |